# San Giacomo (Spoleto)
San Giacomo è una frazione del comune di Spoleto, in provincia di Perugia, posta ad un'altitudine di 239 m s.l.m. ed abitata da 1.983 residenti (dati Istat, 2001  Archiviato il 5 marzo 2016 in Internet Archive.).
Il paese sorge in piano organizzandosi attorno al castello dell'Albornoz, a pianta rettangolare rafforzata dalle torri angolari, e alla parrocchiale di San Giacomo (XIII secolo), con corredo decorativo cinquecentesco.
La frazione era servita dalla stazione ferroviaria "S. Giacomo di Spoleto" posta sulla linea Roma-Ancona oramai non più in uso.

## Storia
(Ugo Ojetti)
Il paese nasce intorno al 1279 ed allora era formato da una villa, senza cinta muraria, dall'odierna chiesa e da un ospedale, nato per l'assistenza ai pellegrini, che si dirigevano verso Roma o verso la lontana Santiago di Compostela. Nel 1378 gli abitanti ottennero il terreno dell'ospedale e ci costruirono il castello, per proteggersi dalle scorrerie delle bande armate, poi nel XV secolo le mura vennero abbattute per ordine del cardinale legato Vitelleschi, così si cominciarono a costruire abitazioni lungo la strada verso Spoleto.

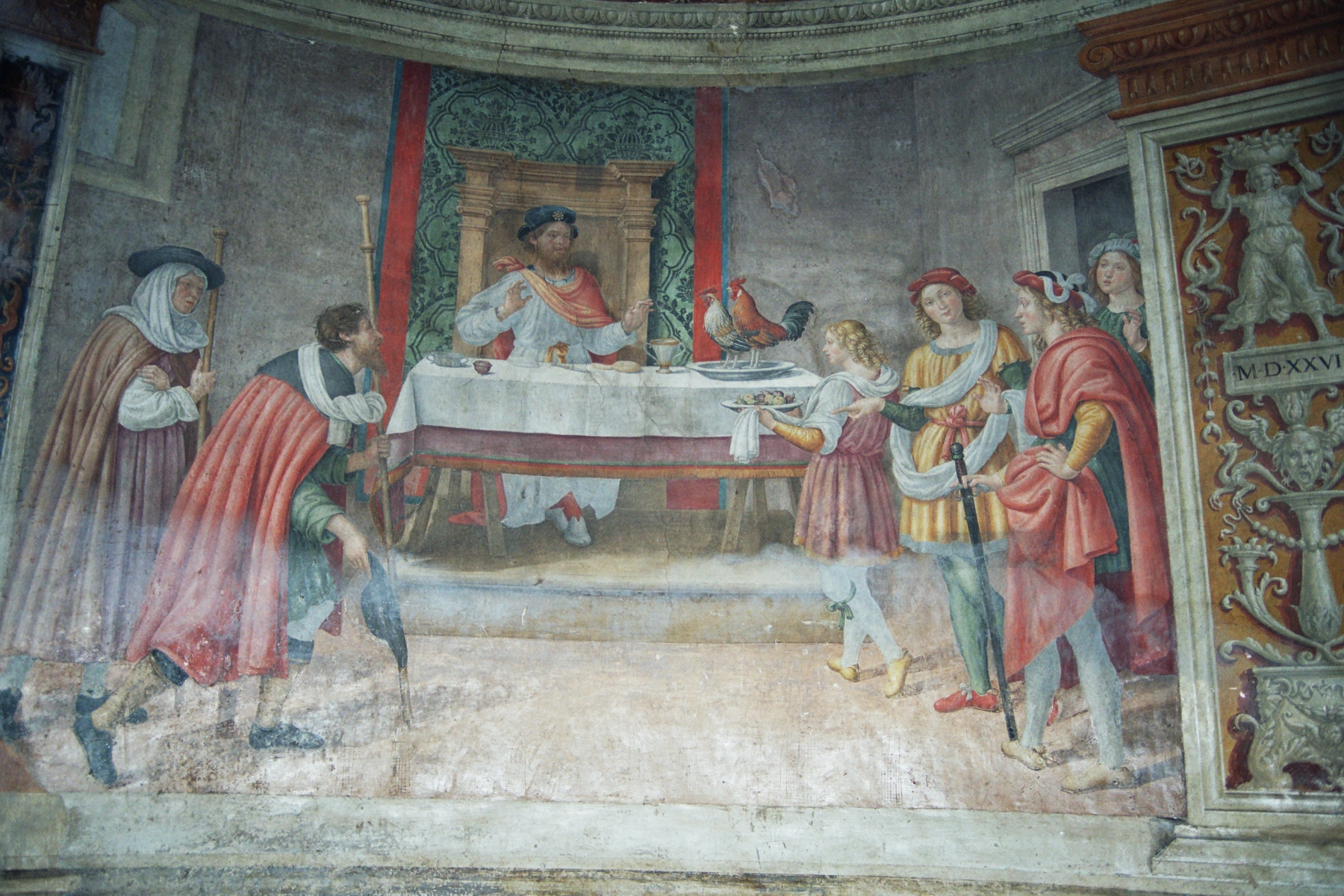
San Giacomo Maggiore e il miracolo dei galli di Santo Domingo de la Calzada, Lo Spagna

Nella chiesa omonima (San Giacomo), nel presbiterio si trova il ciclo degli affreschi che fu eseguito da Giovanni di Pietro detto Lo Spagna dal settembre del 1526. Vi sono raffigurati, nell'arco trionfale l'Annunciazione e, in basso Santa Lucia a sinistra e Sant'Apollonia a destra. All'interno del presbiterio troviamo L'Incoronazione della Vergine tra angeli e santi nella calotta absidale, San Giacomo al centro dell'abside e le due storia della sua vita ai lati: a sinistra il Santo sostiene il pellegrino impiccato, a destra il famoso Miracolo dei galli di Santo Domingo de la Calzada in Spagna, episodio che dimostra un antico legame con le vie di pellegrinaggio in Europa. Ai lati sono due cappelle, in quella a sinistra è raffigurata La Madonna in gloria col Bambino ed i santi Gregorio, Sebastiano e Rocco nella cappella absidale a sinistra.
La decorazione, in cui l'Incoronazione della Vergine ha il suo modello, quasi fino alla copia, in quella dipinta da Filippo Lippi per la Cattedrale di Spoleto, fu probabilmente completata alla fine del 1527, mentre l'anno successivo fu affrescata la cappella di San Sebastiano. Il pittore lasciò incompiuto il ciclo per la morte sopraggiunta nell'ottobre del 1528 e l'affresco nella cappella destra, con la Madonna circondata da Angeli, San Pietro, Sant’Antonio Abate e San Bartolomeo, fu eseguito dall'allievo Dono Doni nel 1530.
Il 23 novembre 2010, mentre erano in corso i lavori di restauro, crollarono la navata centrale e quella destra. Il 6 novembre 2016 la chiesa fu riaperta al culto con una solenne concelebrazione eucaristica presieduta dall’arcivescovo di Spoleto-Norcia, mons. Renato Boccardo.